# Frederic Wake-Walker

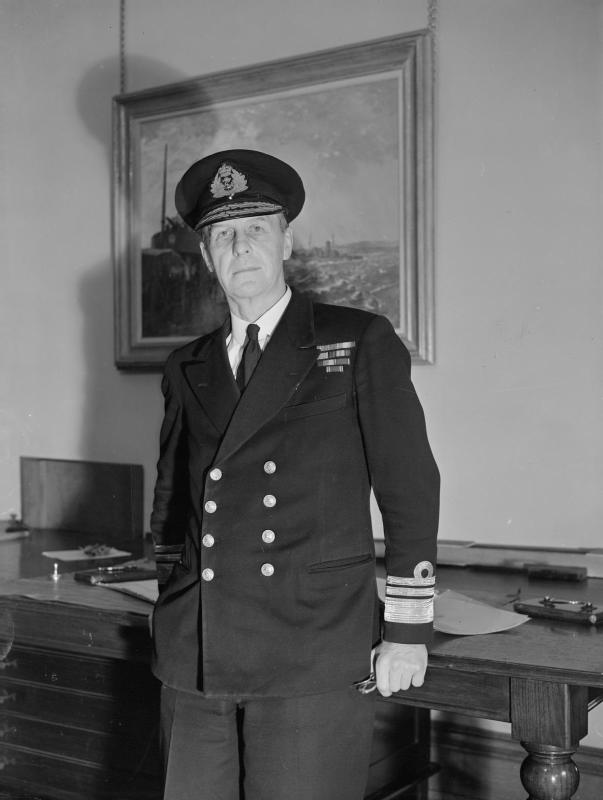
viceadmiraal Sir W Frederic Wake-Walker als Third Sea Lord in januari 1944

Sir William Frederic Wake-Walker (Watford, 24 maart 1888 – Londen, 24 september 1945) was een Brits admiraal die in de Tweede Wereldoorlog Operatie Dynamo leidde om de British Expeditionary Force uit Duinkerke te evacueren en ook de Bismarck  volgde om hem tot zinken te brengen.

## Opleiding
William Frederic Wake-Walker was de zoon van Frederic George Arthur Wake-Walker en Mary Eleanor Forster en de kleinzoon van admiraal Sir Baldwin Wake-Walker, Surveyor of the Navy van 1848 tot 1861.
Na het Haileybury and Imperial Service College ging Wake-Walker in 1903 naar het Britannia Royal Naval College te Dartmouth als cadet.
In 1904 ging hij als adelborst op het vlaggenschip HMS Good van het 1e eskader kruisers.

## Eerste Wereldoorlog
Van 1913 tot 1915 diende Wake-Walker als luitenant voor de toropedo’s op HMS Cochrane. 
Op 19 januari 1916 trouwde Walker in de Sint-Paul’s kerk te Knightsbridge met Muriel Elsie Hughes (1890–1963), enige dochter van  Sir Collingwood Hughes van East Bergholt in Suffolk. Ze kregen twee zonen en twee dochters.
In juli 1916 werd hij lieutenant commander.
Na opleiding op HMS Vernon kreeg hij het bevel over het nieuw slagschip HMS Ramillies.

## Interbellum
Van 1919 tot 1921 diende Wake-Walker op HMS Coventry.
In juni 1920 werd Wake-Walker Commander.
Van 1921 tot 1925 studeerde hij aan het Royal Naval College te Greenwich en dan aan de tactische school te Portsmouth. 
Van 1925 tot 1927 werd hij executive officer op HMS Royal Oak.
Op 10 januari 1939 werd hij vlagofficier.

### Aanvaring met deMaplebranch

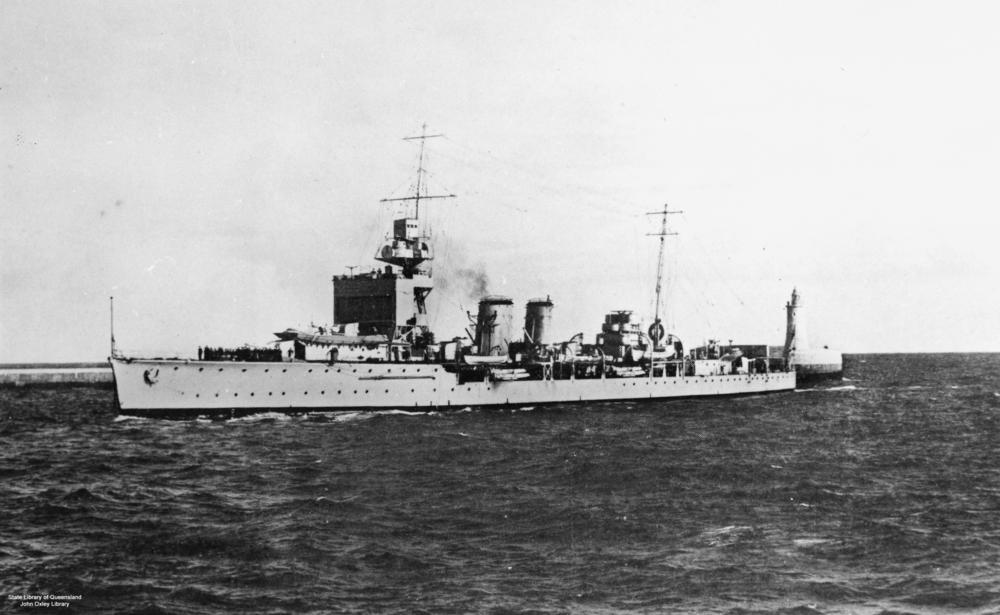
HMS dragon waarmee Wake-Walker in Montreal botste op de Maplebranch

Op 13 augustus 1934 voerde Wake-Walker het bevel over HMS Dragon en bij binnenvaren van een dok in de haven van Montreal, Quebec, Canada botste hij tegen het stoomschip Maplebranch dat aangemeerd lag om stookolie te bunkeren en die zonk.
De eigenaar SS Colin W Ltd daagde Wake-Walker voor de rechtbank wegens schade aan het schip en zijn lading veroorzaakt door foutieve en nalatige besturing door Wake-Walker.
Wake-Walker pleitte dat het om een onvermijdbaar ongeval ging, omdat hij moest uitwijken voor de Saguenay Trader.
De Exchequer Court of Canada van het Quebec Admiralty District vond Wake-Walker schuldig.
Walker ging in hoger beroep bij het Hooggerechtshof van Canada, maar die verwierp het beroep.
Rechter Henry Hague Davis motiveerde dat de bevelhebber van een varend schip dat botst tegen een aangemeerd schip verantwoordelijk is, tenzij hij bewijst dat hij niet nalatig was.
Wake-Walker ging in hoger beroep bij het Judicial Committee of the Privy Council, maar die verwierp het beroep.
Viscount Sankey motiveerde dat Wake-Walker niet had bewezen dat een botsing onvermijdelijk was.

## Tweede Wereldoorlog
Wake-Walker werd in september 1939 rear admiral en voerde kort het bevel over het 12e eskader kruisers.
Hij keerde terug naar de Admiraliteit van Engeland en leidde een groep om maatregelen tegen magnetische zeemijnen te ontwikkelen.

### Operatie Dynamo

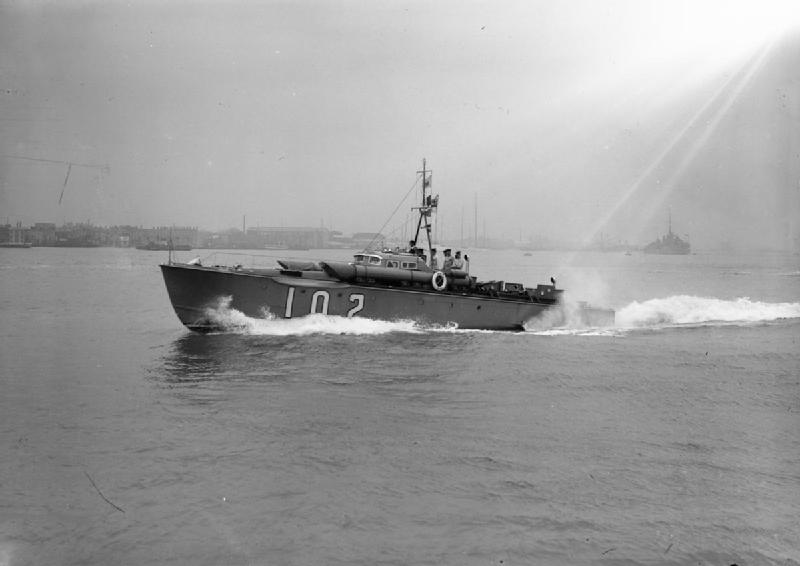
MTB 102 van waarop Wake-Walker Operatie Dynamo leidde om de British Expeditionary Force uit Duinkerke te evacueren

In mei 1940 kreeg Wake-Walker het bevel over alle vaartuigen voor Operatie Dynamo om de British Expeditionary Force te evacueren uit Duinkerke.
Wake-Walker bereikte op 30 mei Duinkerke op de mijnenveger HMS Hebe. Op 1 juni brachten Junkers Ju 87 duikbommenwerpers zijn vlaggenschip, de torpedobootjager HMS Keith tot zinken. Hij leidde de operatie vanaf de Motor Torpedo Boat MTB 102 in de haven. Hij werd daarvoor Companion in de Orde van het Bad

### DeBismarck

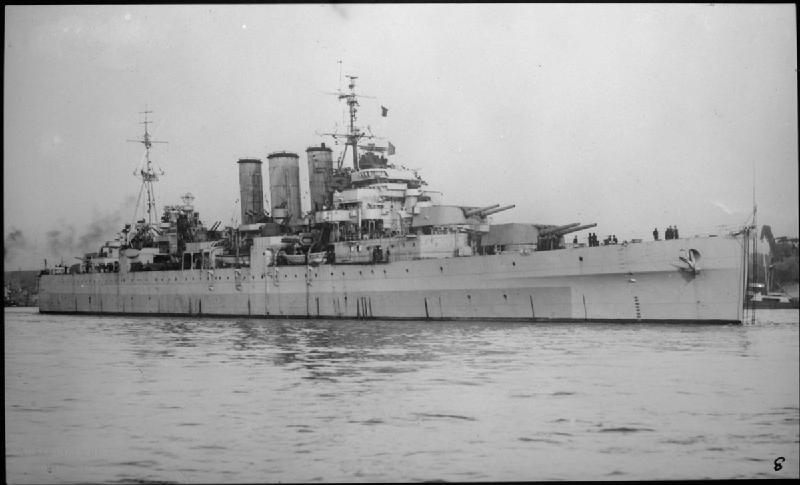
HMS Norfolk waarmee Wake-Walker de Bismarck achtervolgde

Eind mei 1941 lag Wake-Walker op zijn vlaggenschip de zware kruiser HMS Norfolk, samen met de zware kruiser HMS Suffolk ten noordwesten van IJsland om het Duits Bismarck te onderscheppen als het zich in de Atlantische Oceaan zou wagen.
Op 21 mei begon Operatie Rheinübung en de Bismarck vertrok met de zware kruiser Prinz Eugen uit Bergen naar de Straat Denemarken.
Op 23 mei 1941 om 19:22 zag de Suffolk de Bismarck en de Prinz Eugen. Enkele schoten werden gewisseld en de Britse schepen vluchtten in de mist, maar volgden de Duitse schepen op  radar in zwaar weer. Ze geleidden de twee slagschepen HMS Hood en HMS Prince of Wales van viceadmiraal Lancelot Holland naar een positie om de Bismarck te onderscheppen in de Zeeslag in de Straat Denemarken de volgende dag.
De Hood zonk en viceadmiraal Holland sneuvelde.
Veel officieren van de Prince of Wales raakten dood of gewond.
Wake-Walker nam het bevel over de beschadigde  Prince of Wales. Hij brak het gevecht af en volgde de Duitse schepen op radar tot John Tovey met de Home Fleet zou komen.
In de ochtend van 25 mei verloor Wake-Walker radarcontact met de Bismarck.
Wake-Walker stuurde de Suffolk naar het zuidwesten om te zoeken.
Norfolk zwenkte naar het oosten en bracht de volgende dag mee de Bismarck tot zinken.
First Sea Lord Sir Dudley Pound wilde Wake-Walker en kapitein John Leach van de Prince of Wales voor de krijgsraad dagen omdat zij het gevecht met de  Bismarck hadden afgebroken toen de Hood zonk.
Admiraal John Tovey, opperbevelhebber van de Home Fleet vond dat de twee officieren correct gehandeld hadden en dreigde ontslag te nemen en op de krijgsraad te getuigen als vriend en getuige voor de beklaagden.
Voor zijn aandeel in het tot zinken brengen van de Bismarck werd Wake-Walker Commandeur in de Orde van het Britse Rijk.
In 1943 werd Wake-Walker Ridder in de Orde van het Bad.
Hij overleed onverwacht thuis te Londen op 24 september 1945.
Hij ligt rust op de begraafplaats van East Bergholt.